# Carlos Meza
Carlos Meza (* 24. Dezember 1977 in Caucasia, Kolumbien; † 8. Dezember 2004 in Panama-Stadt, Panama) war kolumbianischer Profiboxer im Bantamgewicht.
Im Laufe seiner Profikarriere gewann er 21 seiner 25 Kämpfe. Er erlitt am 7. Dezember 2004 eine KO-Niederlage beim Boxkampf gegen Ricardo Córdoba aus Panama. Bereits kurz nach dem Kampf war er für klinisch tot erklärt worden. Nach einer Notoperation wegen Gehirnblutungen fiel Meza nach Angaben der Ärzte des Santo-Tomas-Krankenhauses in Panama-Stadt in ein Koma, aus dem der 26-Jährige nicht mehr erwachte.